# کراپونه
کراپونه (به لاتین: Keerapone) یک منطقهٔ مسکونی در سری‌لانکا است که در استان مرکزی (سری‌لانکا) واقع شده‌است.